# Егил Скалагримсон
Егил Скалагримсон (на исландски: Egill Skallagrímsson), (ок. 904 – 995), е скалд, воин и фермер, живял през викингската епоха.
Имал норвежко потекло, но бил роден в Исландия, където се преселил неговият баща Скала-Грим Квелдулфсон, който си построил ферма в Борг а Мирум.
Първата си поема Егил съставил още на тригодишна възраст, но станал известен главно с поемата, която създал за една нощ за прослава на крал Ейрик Кървавата брадва, за да спаси собствения си живот, който кралят се бил заканил да му отнеме на сутринта.
Животът на Егил е подробно описан в Сага за Егил.
Има предположение, че Егил е получавал берсеркски пристъпи подобно на своя дядо Улв Квелдулв и на своя баща.
За това говори и случай, когато при игра между местните момчета, на седемгодишния Егил се присмели, че бил победен от по-голямо момче. Побеснял, Егил се върнал вкъщи, взел брадва и с нея разсякъл черепа на момчето.
На 12-годишна възраст Егил бил вече толкова висок на ръст и силен, че повече никой от връстниците му не бил в състояние да го победи. По онова време той и най-добрият му приятел Торд често се състезавали на топка заедно срещу баща му Скала-Грим. При такава игра Скала-Грим се изморил много, защото му било трудно да играе едновременно срещу двете момчета. Привечер той така се ядосал (също като сина си получавал пристъпи на ярост), че вдигнал Торд и така го метнал в земята, че му счупил гръбнака и момчето издъхнало на място. След това Скала-Грим сграбчил и Егил, но тогава се намесила жена на име Торгерд Брак, която се грижила за Егил, когато бил малък. Тя казала: „Озверял си, Скала-Грим, на собствения си син се нахвърляш.“ Скала-Грим пуснал Егил и се хвърлил срещу жената, а тя побягнала. Скала-Грим почти я настигнал, когато тя скочила от носа в морето. Скала-Грим хвърлил след нея голям камък и я уцелил толкова силно между плешките, че тя потънала и се удавила. Оттогава този пролив, в който тя скочила от скалата, се нарича по нейно име Бракарсунд (в превод: Проливът Брак). Тази случка така разтърсила и вбесила Егил, че връщайки се вкъщи, той убил един от любимите надзиратели на баща си. Оттогава баща и син повече не разговаряли помежду си.
В по-късни години след тежка обида Егил убил и един от охранителите на бъдещия норвежки крал Ейрик Кървавата брадва. Понеже този охранител бил и родственик на неговата съпруга кралица Гунхилда Гормсдотир, това станало причина за омразата на Гунхилда и тя изпратила двамата си братя Ейвинд Брагарт и Алф Аксман да се разправят с Егил. Само че Егил ги убил, а след това заедно с брат си Торолв се отправил с голям боен кораб по Източния търговски път и след редица успешни битки двамата спечелили голямо богатство. В сражение Торолв паднал убит и Егил се върнал, за да потърси вдовицата му Асгерд и да ѝ съобщи вестта. Когато я видял (оказало се, че Торолв и Асгерд имали и дъщеричка), Егил се влюбил в нея и ѝ предложил да я вземе за жена и да се грижи за нея. Асгерд се съгласила.
Междувременно Ейрик Кървавата брадва бил издигнат за крал след смъртта на баща си Харал Прекраснокосия и веднага обявил Егил извън закона. Изпратеният отряд, който трябвало да улови и убие Егил, не само че не успял да го залови, но Егил убил и сина на Ейрик Кървавата брадва и на Гунхилда – Рьогнвалд, който по онова време бил на 10 или 11 години и всички му възлагали големи очаквания. След тази случка Егил отплавал от Норвегия и се върнал в Исландия.
Не след дълго обаче Ейрик Кървавата брадва бил свален от престола от брат си Хокон I и с Гунхилда също трябвало да напусне Норвегия и да търси убежище в Англия. Английският крал Етелстан му поверил управлението на Нортумбрия. По същото време Егил претърпял корабокрушение край бреговете на Нортумбрия и, след като разбрал кой управлява областта, се принудил да потърси помощта на своя приятел Аринбьорн и чрез него да се опита да спечели отново благоволението на Ейрик и съответно да спаси живота си. Съветът на приятеля му бил да поиска прошка от Ейрик Кървавата брадва, а Аринбьорн се наел да ходатайства. Егил се съгласил и, след като Аринбьорн го придружил в двора на Ейрик, Егил коленичил, положил крака на краля върху главата си и в тази поза произнесъл специално съставено за случая слово, с което молел за прошка. Ейрик Кървавата брадва не останал впечатлен и заявил, че греховете на Егил към него са толкова големи, че не могат лесно да бъдат опростени, а кралица Гунхилда направо поискала Егил да бъде екзекутиран и само Аринбьорн успял да убеди краля да му запази живота до сутринта.
Същата нощ по съвет на Аринбьорн Егил съставил хвалебствена поема, която рецитирал пред краля на сутринта. Тези строфи, с уникална и сложна подредба и изключителни художествени качества, могат да се прочетат в „Сага за Егил“. Ейрик Кървавата брадва останал толкова изненадан от силата на поемата, че щедро подарил живота на Егил.
По-нататък Егил взeл участие в битката при Брунанбург на страната на крал Етелстан, за което му било платена голяма сума в сребро.
В края на краищата Егил се върнал във фермата си в Исландия, където доживял до над 80-годишна възраст и починал малко преди официалната християнизация на страната. Последното му желание преди да умре било да отиде за последно на Алтинга (ежегодното народно събрание на Исландия) и да раздаде там от Скалата на Закона събраното от походите му сребро, което пазел в 2 сандъка. Тъй като близките му не се съгласили, той отнесъл среброто някъде близо до Мосфелсбер (градче недалеч от днешния Рейкявик) с помощта на 2 слуги и там го заровил, а слугите убил. Така се родила и легендата за „сребърното имане на Егил“.
Когато впоследствие в семейното имение на Егил бил изграден християнски параклис, тленните останки на Егил бил ексхумирани от неговия син Торстейн и погребани повторно близо до олтара.

## Потомство
Егил и Асгерд имали 5 деца – дъщерите Торгерд и Бера и синовете Бьодвар, Гунар и Торстейн. Бьодвар се удавил на младини, Гунар също починал млад, но дъщерите, както и най-малкият син Торстейн оставили многобройно потомство. В по-късни времена хора от род в сислата Мира в западния район Вестюрланд на Исландия твърдели, че са негови потомци.